# Bignicourt-sur-Saulx

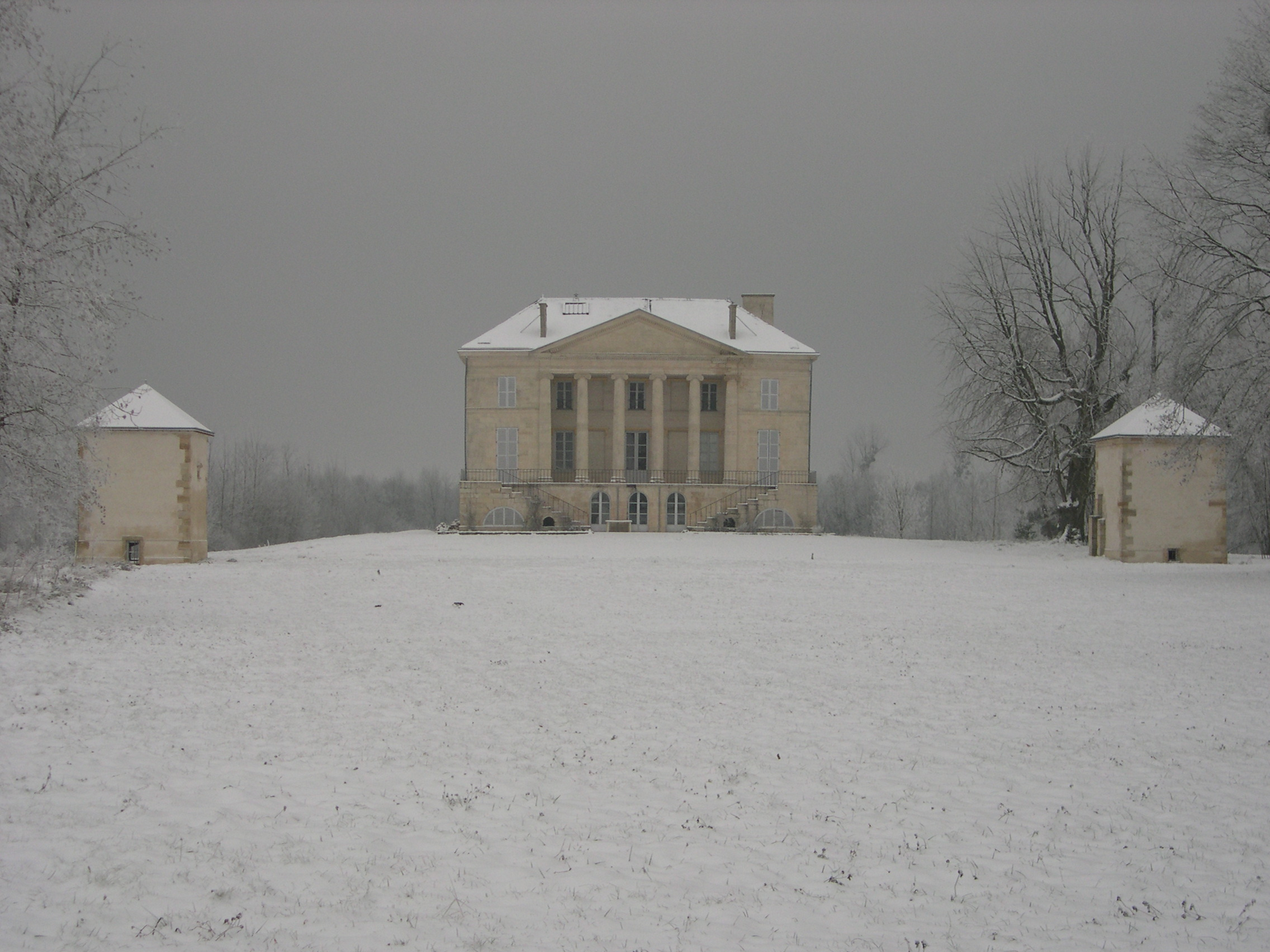

Bignicourt-sur-Saulx è un comune francese di 171 abitanti situato nel dipartimento della Marna nella regione del Grand Est.

## Società

### Evoluzione demografica
Abitanti censiti